# Abbamele
L'abbamele è uno dei più antichi prodotti gastronomici della cultura rurale della Sardegna.
Si tratta di un derivato del miele le cui modalità di produzione tradizionali seguono diverse fasi di lavorazione. I prodotti acquistabili attraverso la grande distribuzione, ma soprattutto attraverso il contatto diretto con i produttori, sono stati sino ad ora definiti nelle etichette come "abbamele" e "abbatu",  utilizzando cioè principalmente termini in lingua sarda che ne sottolineano inequivocabilmente l'origine, oppure nell'italianizzato "decotto di miele o di miele e polline" o "sapa di miele".

## La ricetta tradizionale
Secondo le modalità tradizionali di preparazione, una volta completata la spremitura dei favi, le bocce di cera contenenti il 20-30% di miele vengono accantonate in recipienti di fortuna.
Dopo aver sistemato tutto il miele estratto, nei giorni immediatamente successivi alla smielatura, i favi contenenti miele residuo e polline vengono immersi in acqua calda (~ 50 °C), in modo che l'acqua sciolga tutto il miele ancora contenuto.
A questo punto, attraverso l'utilizzo di un opportuno mescolatore, o più semplicemente con le mani, si cerca di disfare tutti i grumi di cera e polline. La cera affiorante viene quindi spremuta ulteriormente e conservata in appositi contenitori.
L'acqua rimanente dalla fase precedente viene filtrata, ad esempio con un panno di lino, almeno due volte, e quindi sistemata in una caldaia idonea assai capiente.

Qui inizia la bollitura di raffinazione.
Durante quest'operazione di "concentrazione" vengono aggiunte bucce d'arancia o di limone tagliate finemente, e si eliminano le impurità che risalgono sulla superficie.
Il contenuto della caldaia diventa a poco a poco sciropposo e deve essere tenuto in continuo movimento per evitare che si attacchi sul fondo e si caramellizzi, prendendo così “odore di fumo”; il colore diventa sempre più scuro e il sapore sempre più dolce per via della concentrazione.
Quando il liquido assume una consistenza simile a quella del miele, il riscaldamento viene interrotto, la caldaia depositata in un luogo appartato e lasciata intiepidire prima di procedere all'invasettamento dell'abbamele così ottenuto.